# West Lafayette (Indiana)
West Lafayette è una città degli Stati Uniti d'America situata nella Contea di Tippecanoe, nello Stato dell'Indiana.
La popolazione era di 29 596 abitanti nel censimento del 2010.
West Lafayette (Indiana) è nota perché ospita la Purdue University, detta anche Cradle of Astronauts, la culla degli Astronauti.